# The Raconteurs
The Raconteurs é uma banda norte-americana de rock formada em 2005, em Detroit, cujos membros já eram conhecidos por outros projetos musicais, como The Greenhornes, Blanche e White Stripes.

## História
Jack White conta que a intenção de ter um novo projeto vinha de tempos, quando ele resolveu mostrar a Brendan, seu primo por parte de mãe, uma melodia que havia feito, surge a faixa “Steady As She Goes”, gênese da banda e primeira composição. Logo depois, os dois integrantes do Greenhornes completaram o time. A partir daí, o álbum nasceu naturalmente.
Não por acaso, raconteurs, em francês, menciona os contadores de história da Idade Média: as letras—por vezes, adolescentes—sempre narram a trajetória de um homem que não sabe se quer crescer e vive em busca de sua maturidade, seu amor e equilíbrio. Parecem sugerir uma analogia com a essência da própria banda—em que seus integrantes buscam a criatividade em um contexto diferente ao de suas experiências anteriores.
A sonoridade de seu primeiro álbum, Broken Boy Soldiers, é bastante setentista, com muitas referências ao som do The Who até John Lennon em "Hands", do Small Faces em "Intimate Secretary", do The Doors e Deep Purple em "Store Bought Bones", do Black Sabbath em "Broken Boy Soldier" e o resto todo do Led Zeppelin.

### The Saboteurs
The Raconteurs foram forçados a adotar o nome "The Saboteurs" para o mercado australiano ao descobrirem que uma banda de Queensland já estava usando o nome "Raconteurs". A banda de Queensland se recusou a abrir mão do nome pela quantia que lhes foi oferecida e tentou retirar um alto preço da gravadora da banda de Detroit. Um membro da banda australiana afirmou que desconhecia quem estava tentando lhes retirar o nome e apenas pediu mais dinheiro para ver o que aconteceria.

## Discografia
Álbuns
- Broken Boy Soldiers - 16 de maio de 2006 (15 de maio na Europa)
- Consoler Of The Lonely - 25 de março de 2008
- Help Us Stranger - 21 de junho de 2019

Singles
- Sunday Driver - Now That You're Gone - 19 de dezembro de 2018

## Membros
- Jack White (The White Stripes) - vocal, guitarra e teclado
- Brendan Benson - vocal, guitarra e teclado
- Jack Lawrence (The Greenhornes e Blanche) - baixo
- Patrick Keeler (The Greenhornes) - bateria
- Dean Fertita (do Queens Of The Stone Age) - guitarra e teclado (ao vivo, apenas em turnês)